# Въездная арка

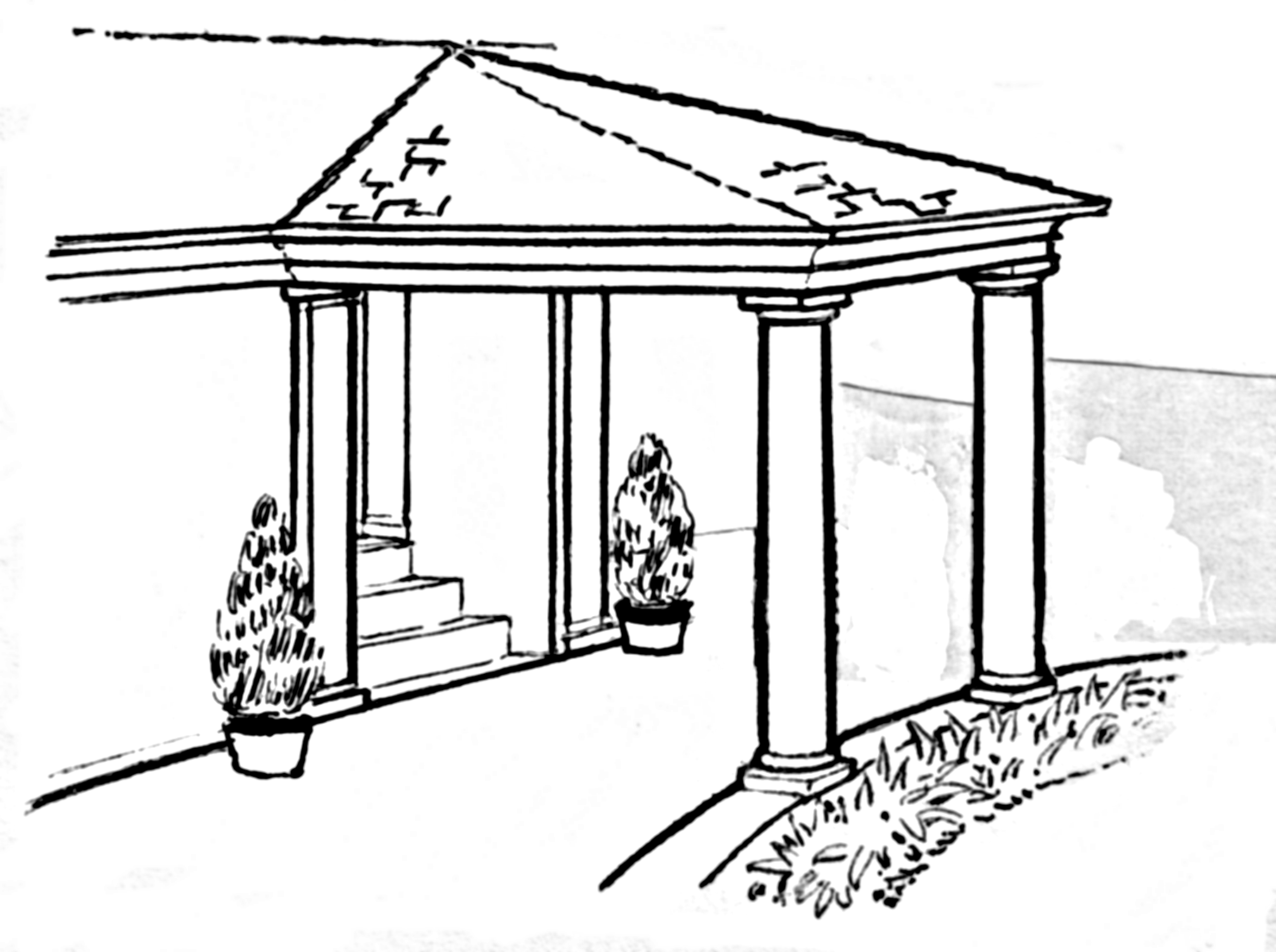
Схематичное изображение въездной арки

Въездная арка (фр. porte-cochère) — крытое крыльцо, которое используется как основной или дополнительный вход в здание. Предназначалась прежде для удобного подъезда всадника или кареты, а сегодня автомобиля. Въездная арка часто пристраивается к крупным общественным зданиям и отелям, куда гости прибывают автотранспортом.
Въездную арку часто путают с портиком.

## История
Въездная арка характерна для особняков и общественных зданий XVIII—XIX веков.
Сегодня въездную арку пристраивают к частным домам и общественным зданиям, вроде церквей, гостиниц, медицинских учреждений и школ. Въездную арку от автомобильного навеса отличает то, что последний сквозного хода.
Колёсоотбойная тумба часто входит в основание въездной арки, действуя как защитный столб для предотвращения повреждений.

## Галерея

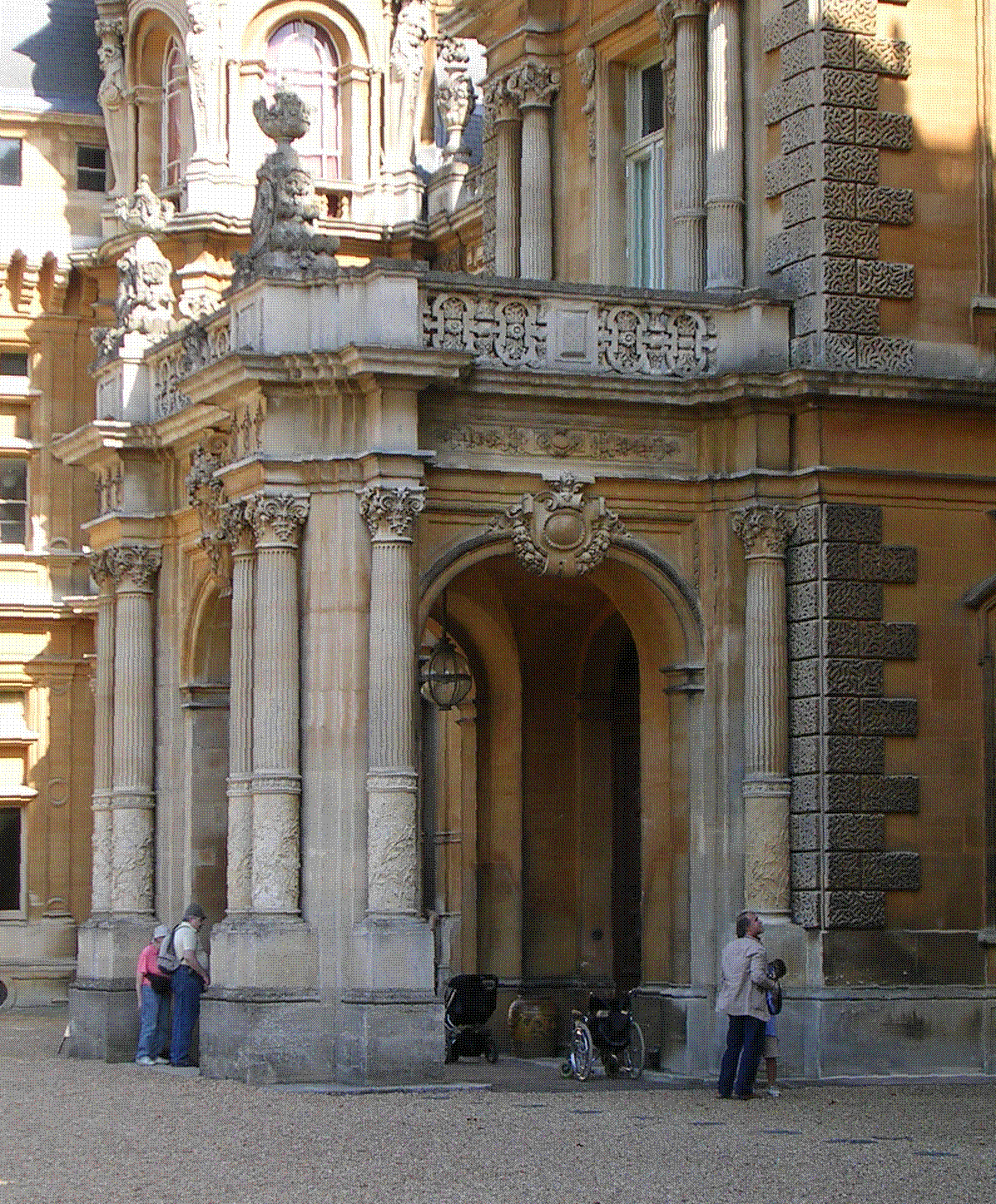
Типичная въездная арка XIX века в Уоддесдон Манор
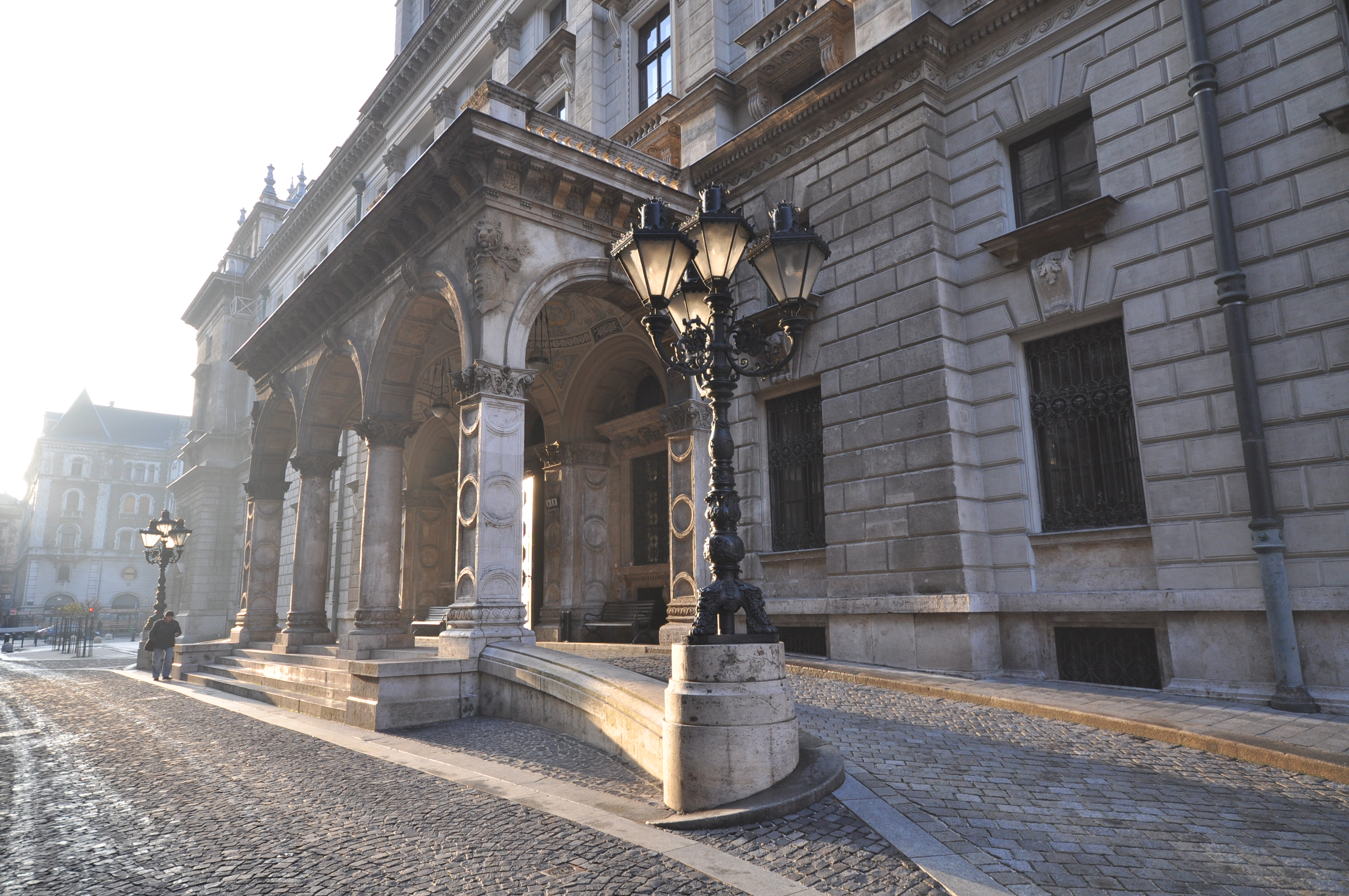
Будапештский филармонический оркестр
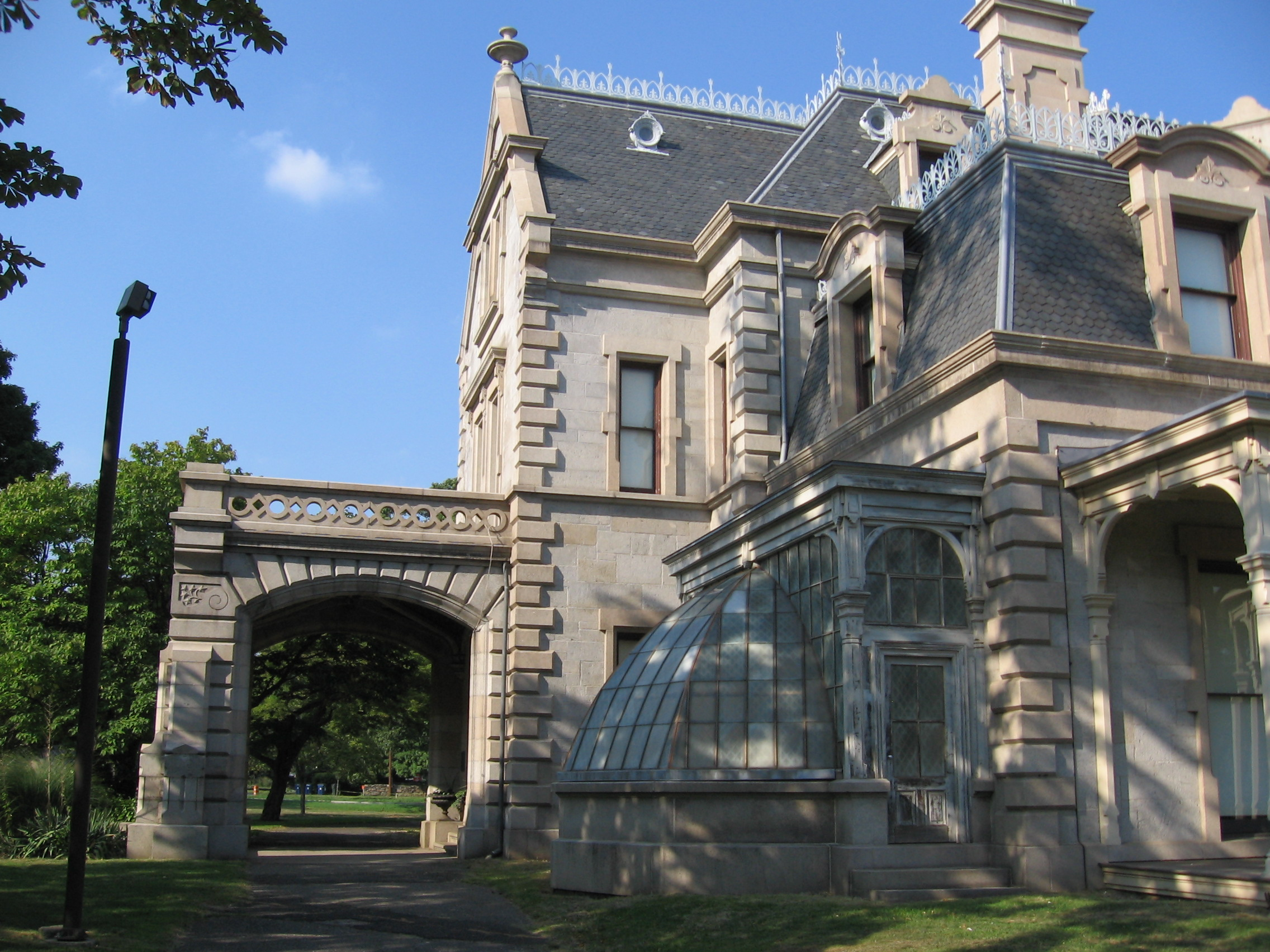
Lockwood–Mathews Mansion в Норуолк (Коннектикут), США
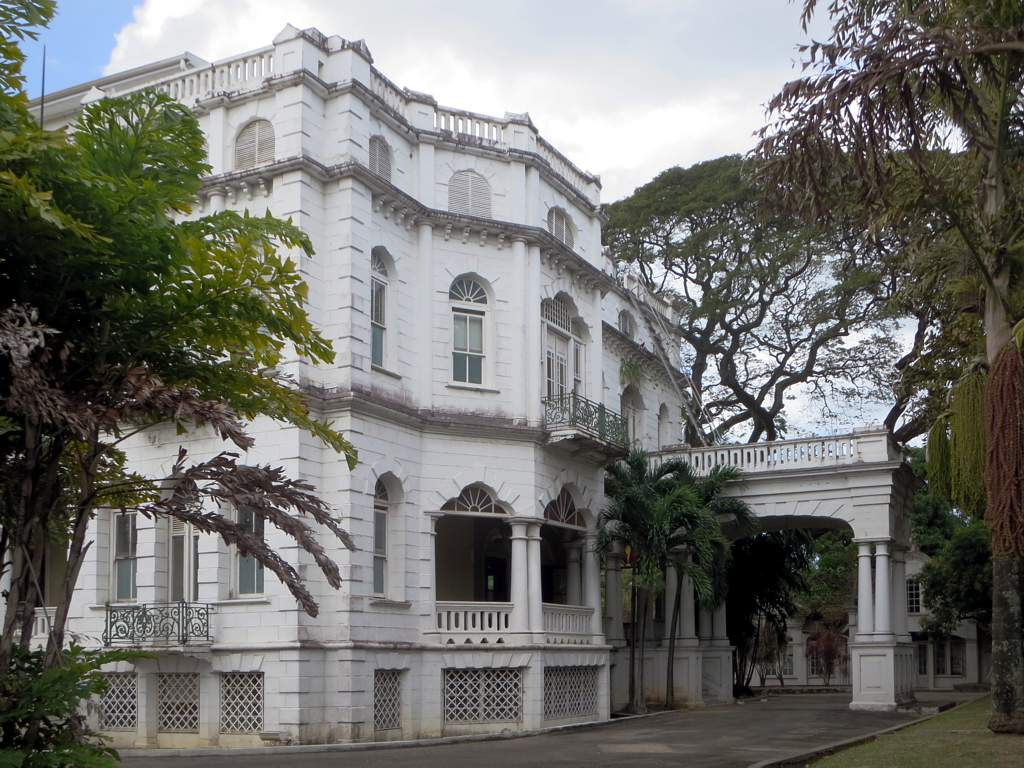
Здание управления премьер-министра Тринидад и Тобаго
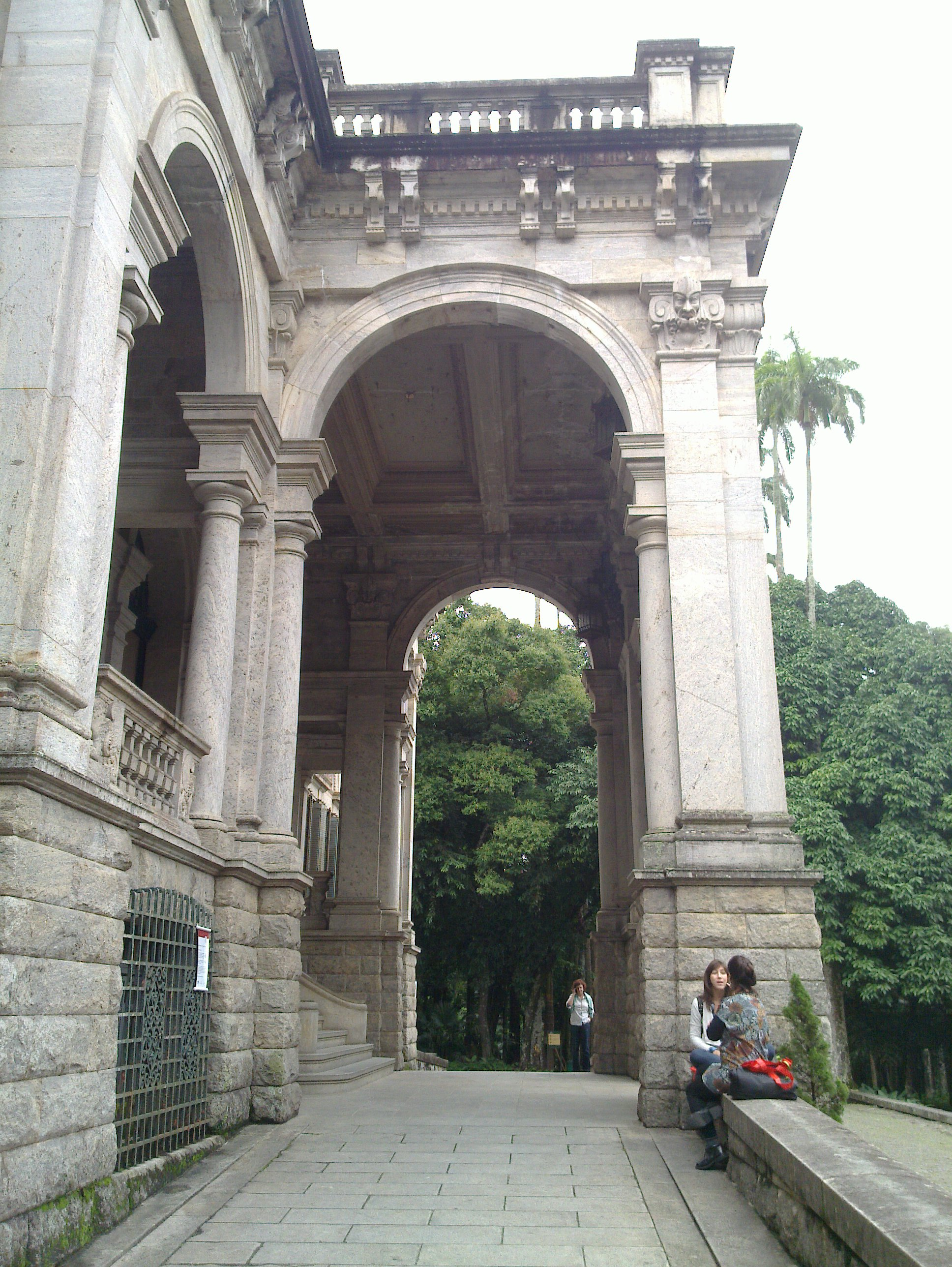
Здание в парке Рио-де-Жанейро, Бразилия
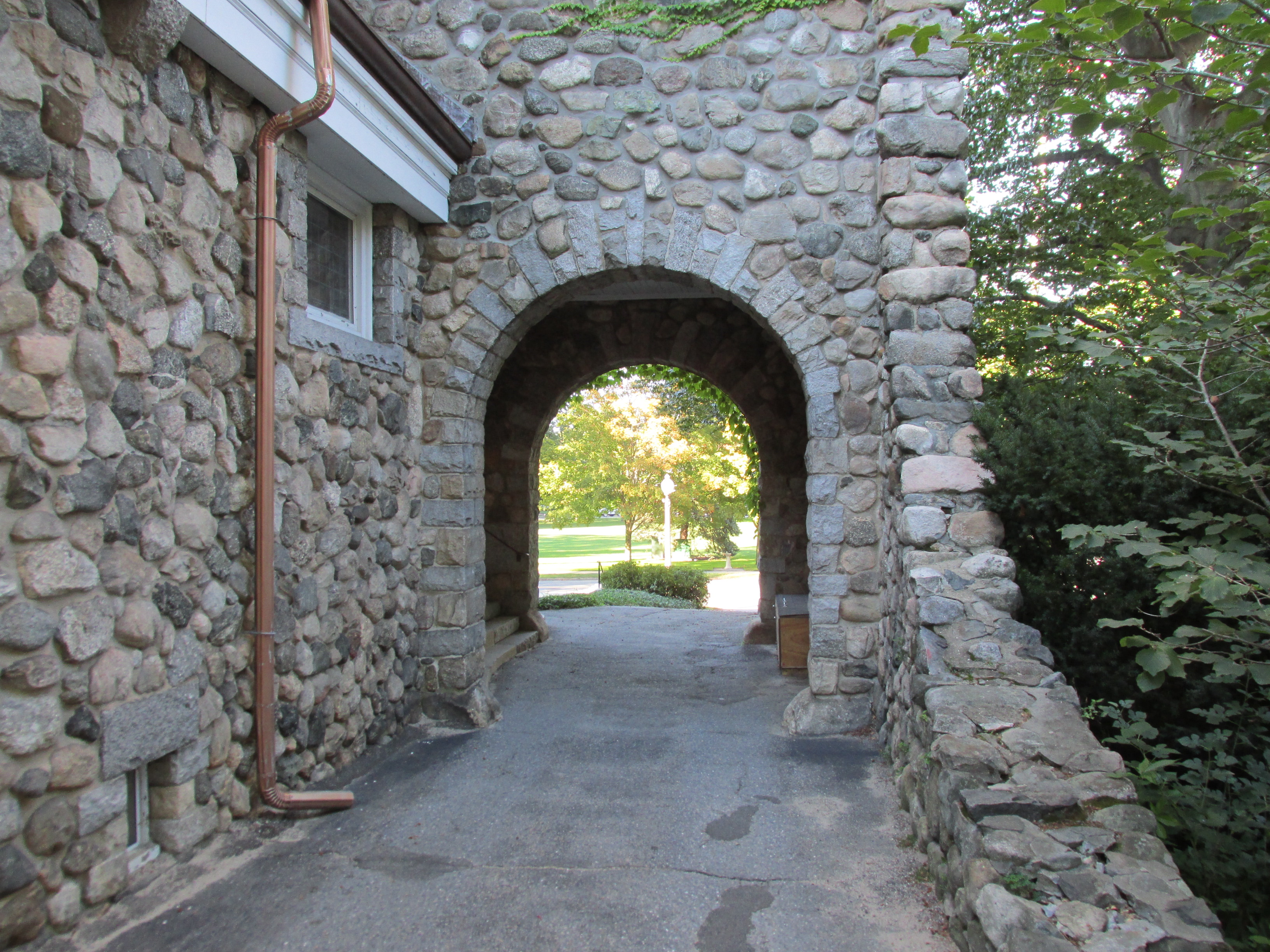
Церковь Хэнкок в Лексингтон (Массачусетс), США
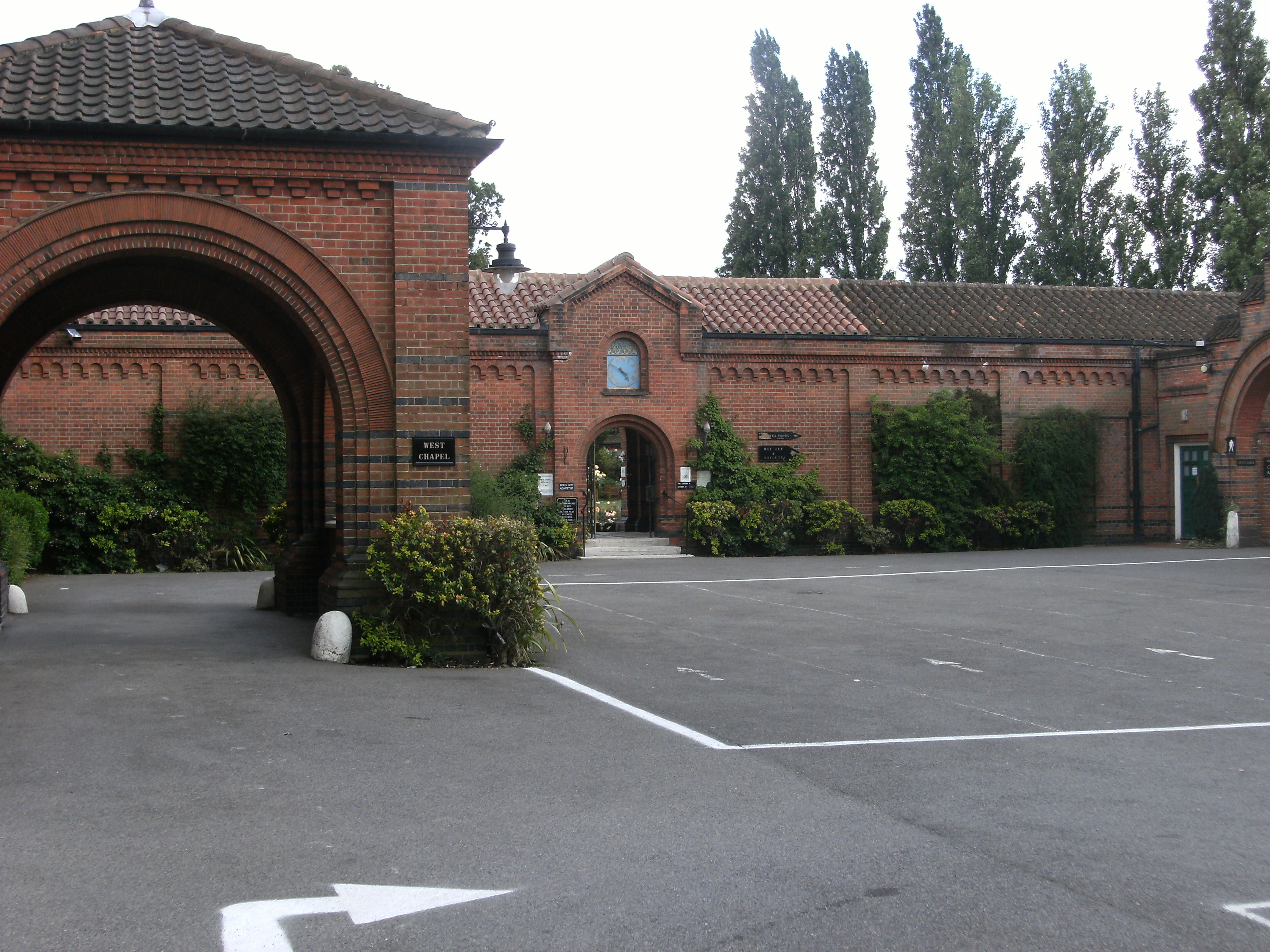
Голдерс-Грин (крематорий) в Лондоне, Великобритания
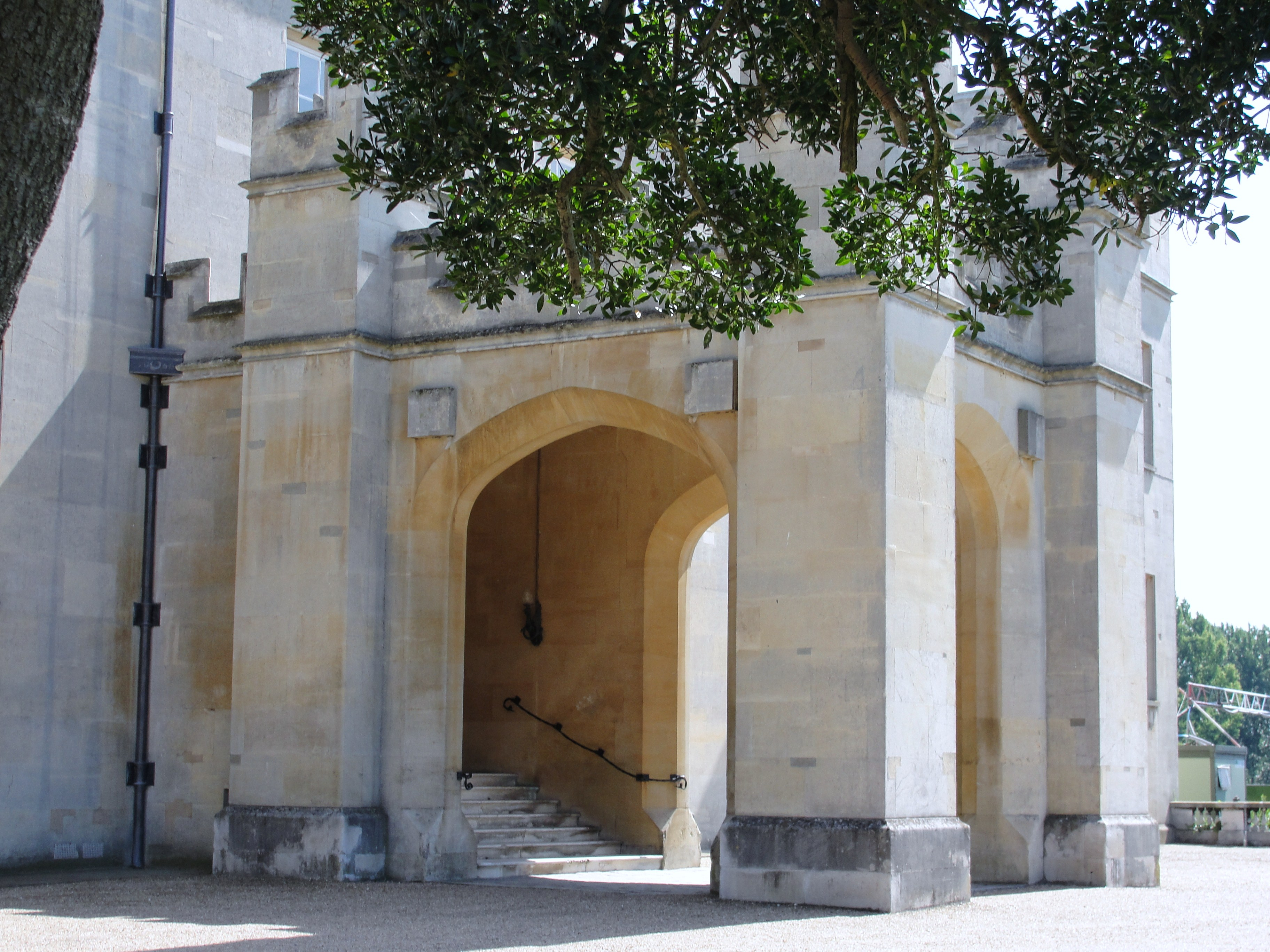
Syon House
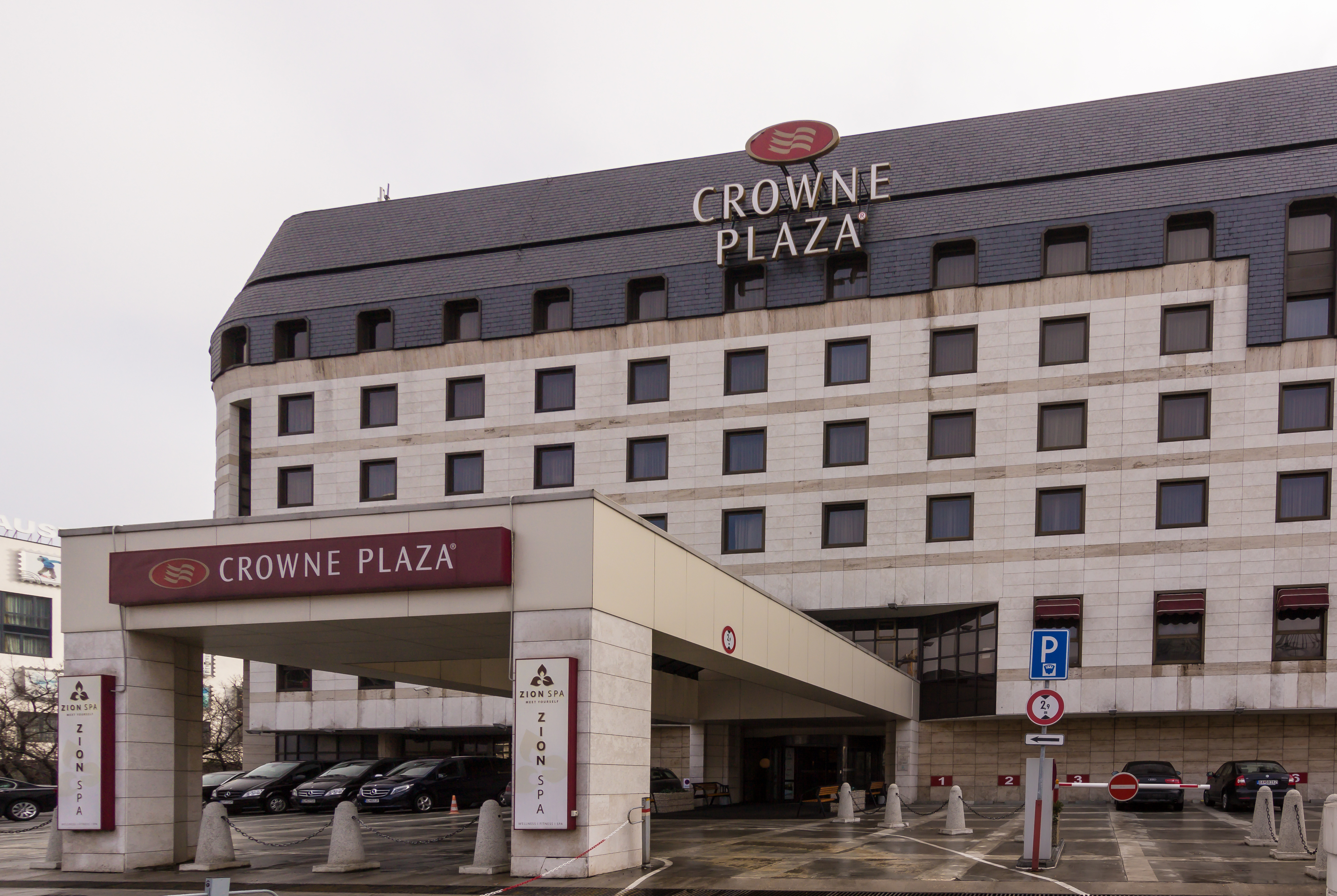
Гостиница Crowne Plaza в Братиславе, Словакия
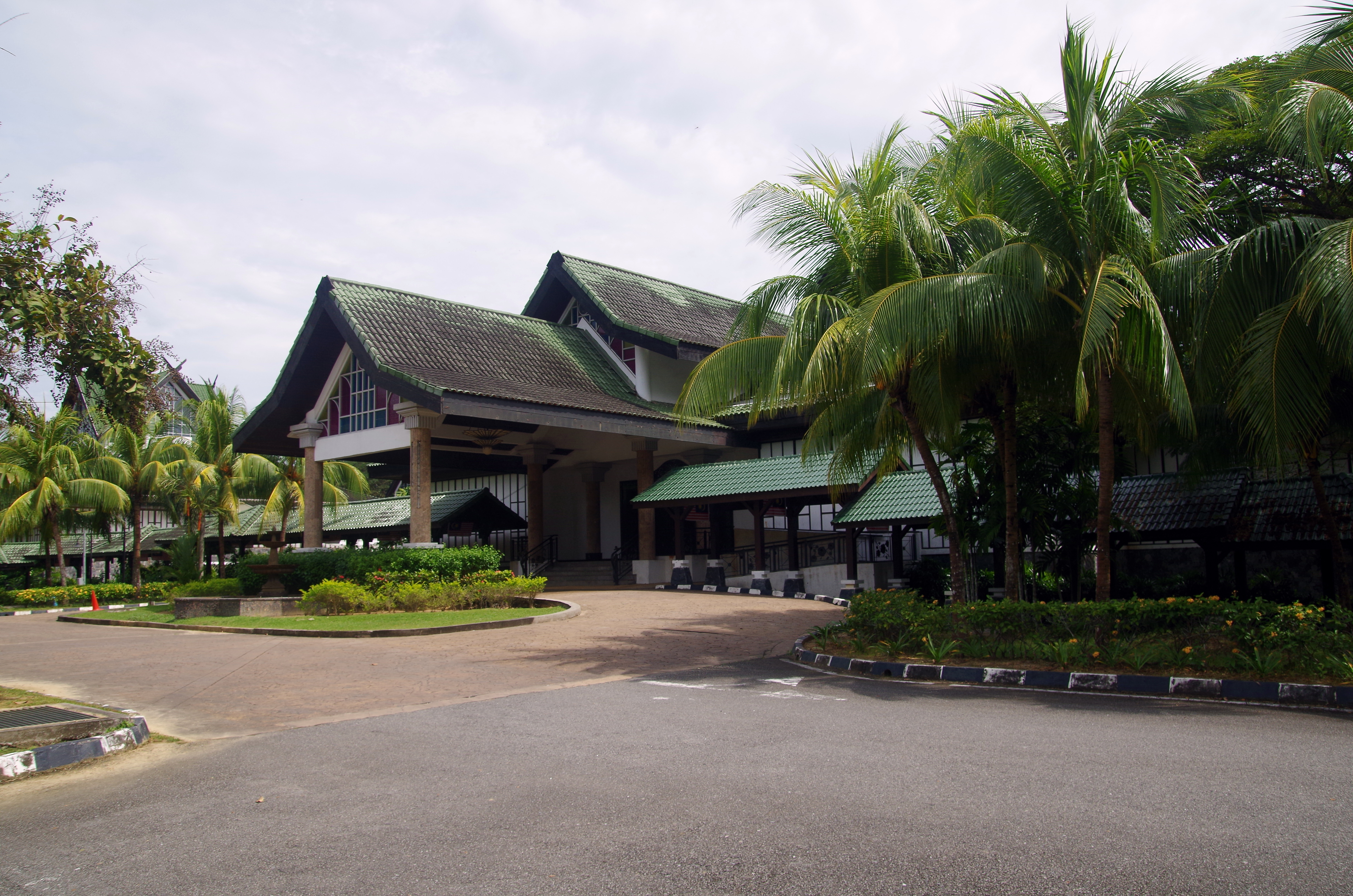
Здание в Лангкави, Малайзия
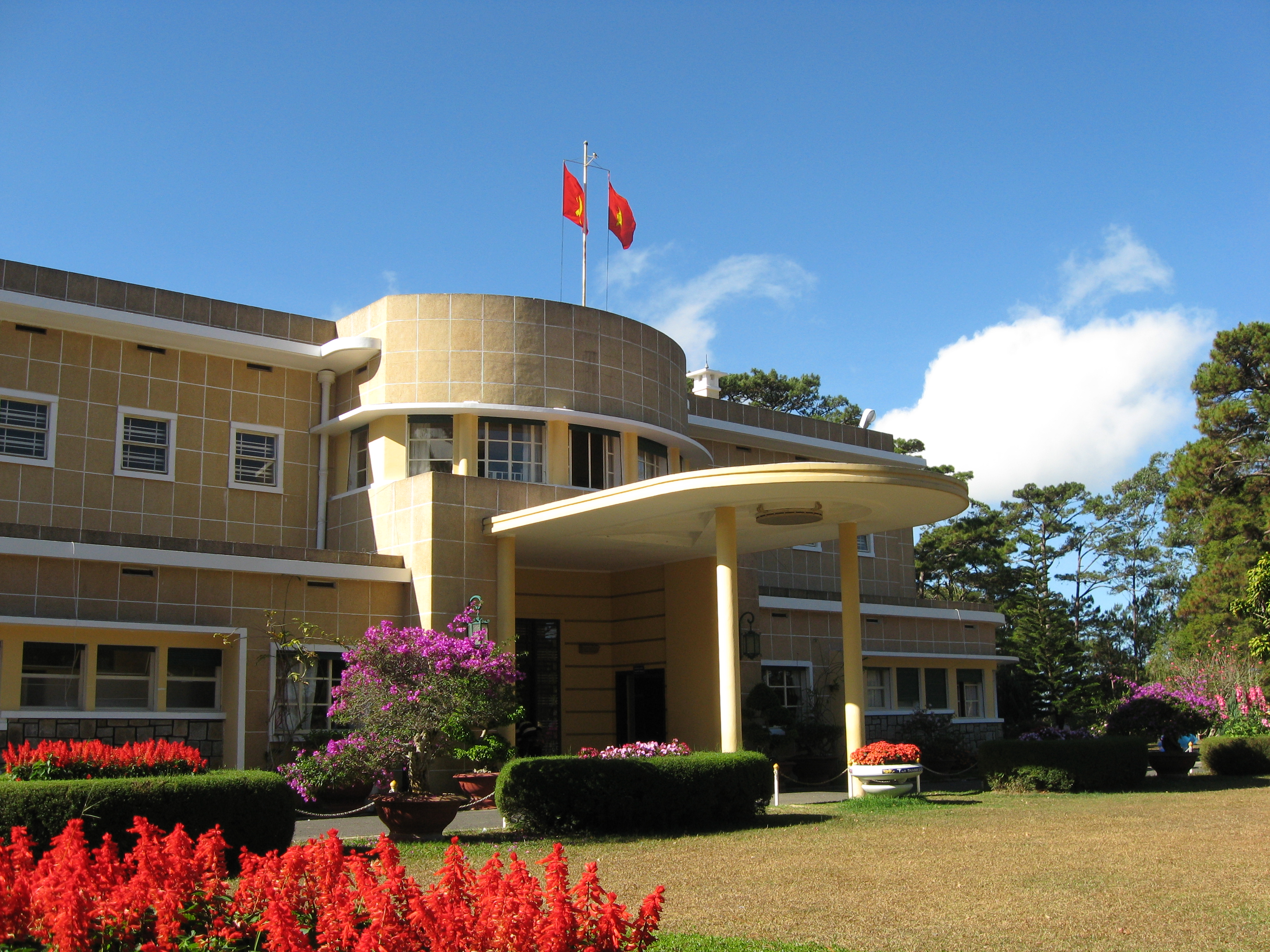
Летний дворец Бао Даи, Вьетнам
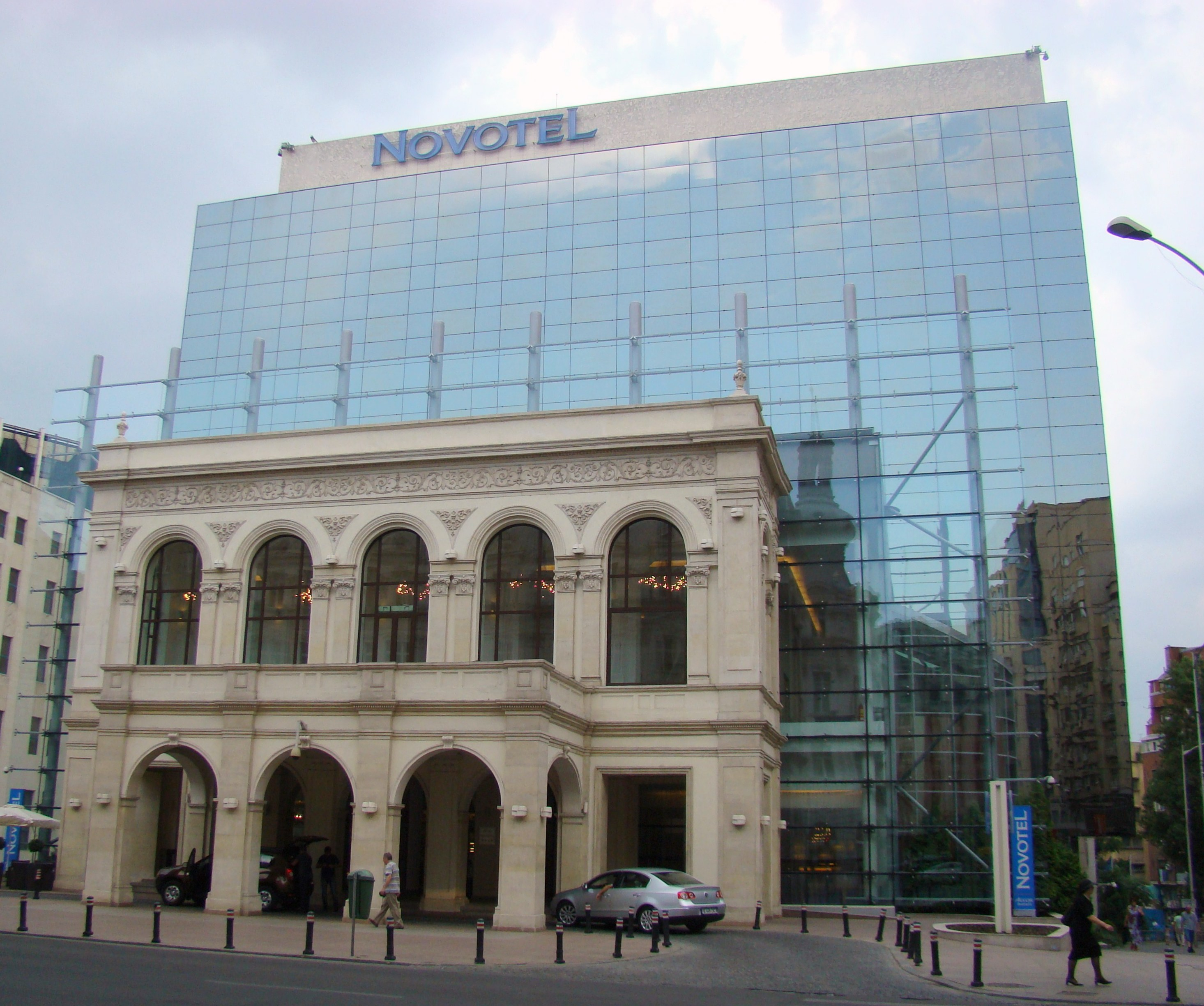
Отель Novotel в Бухаресте, Румыния
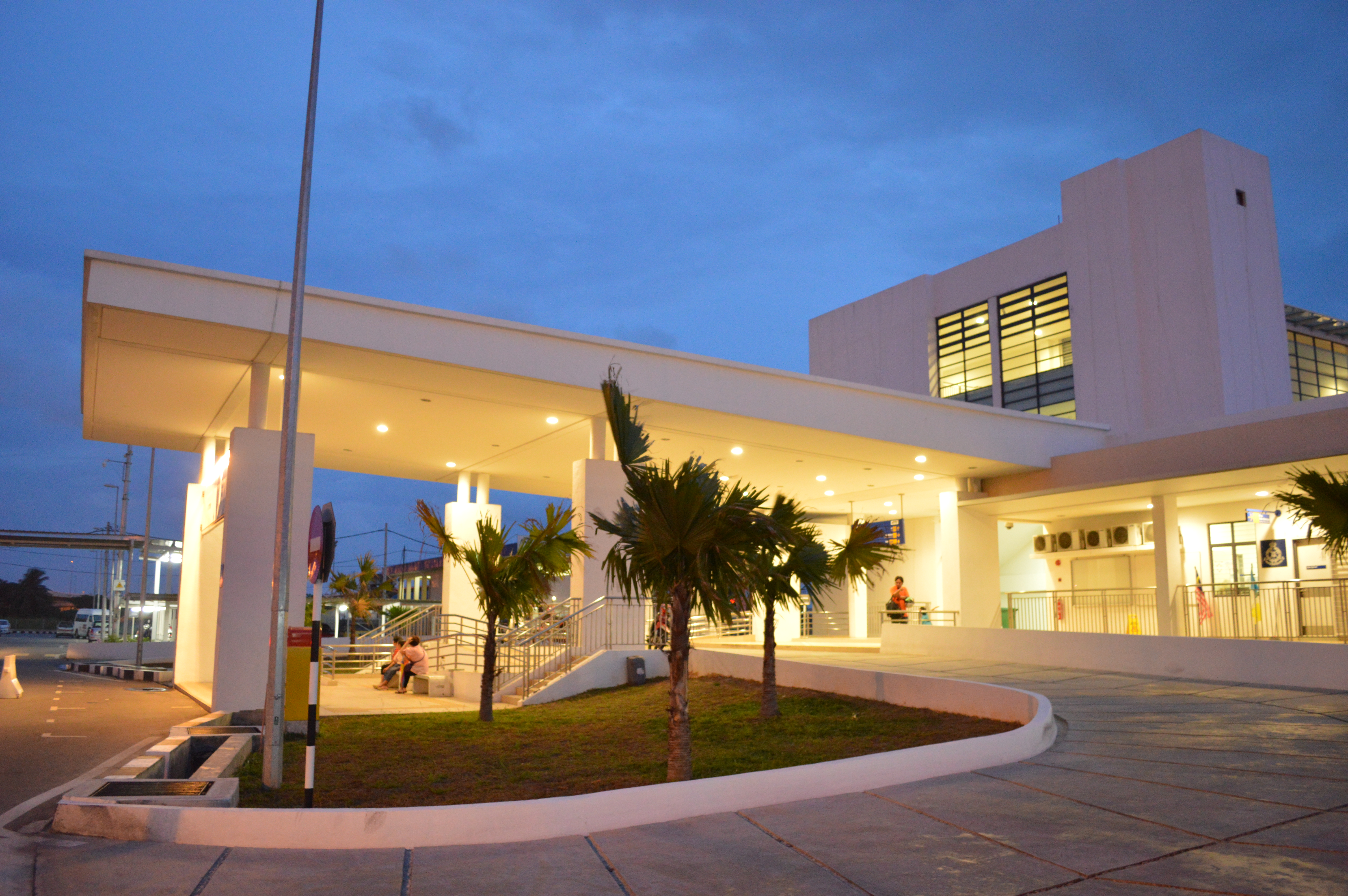
Главный вход на железнодорожную станцию Баттервос в штате Пинанг, Малайзия
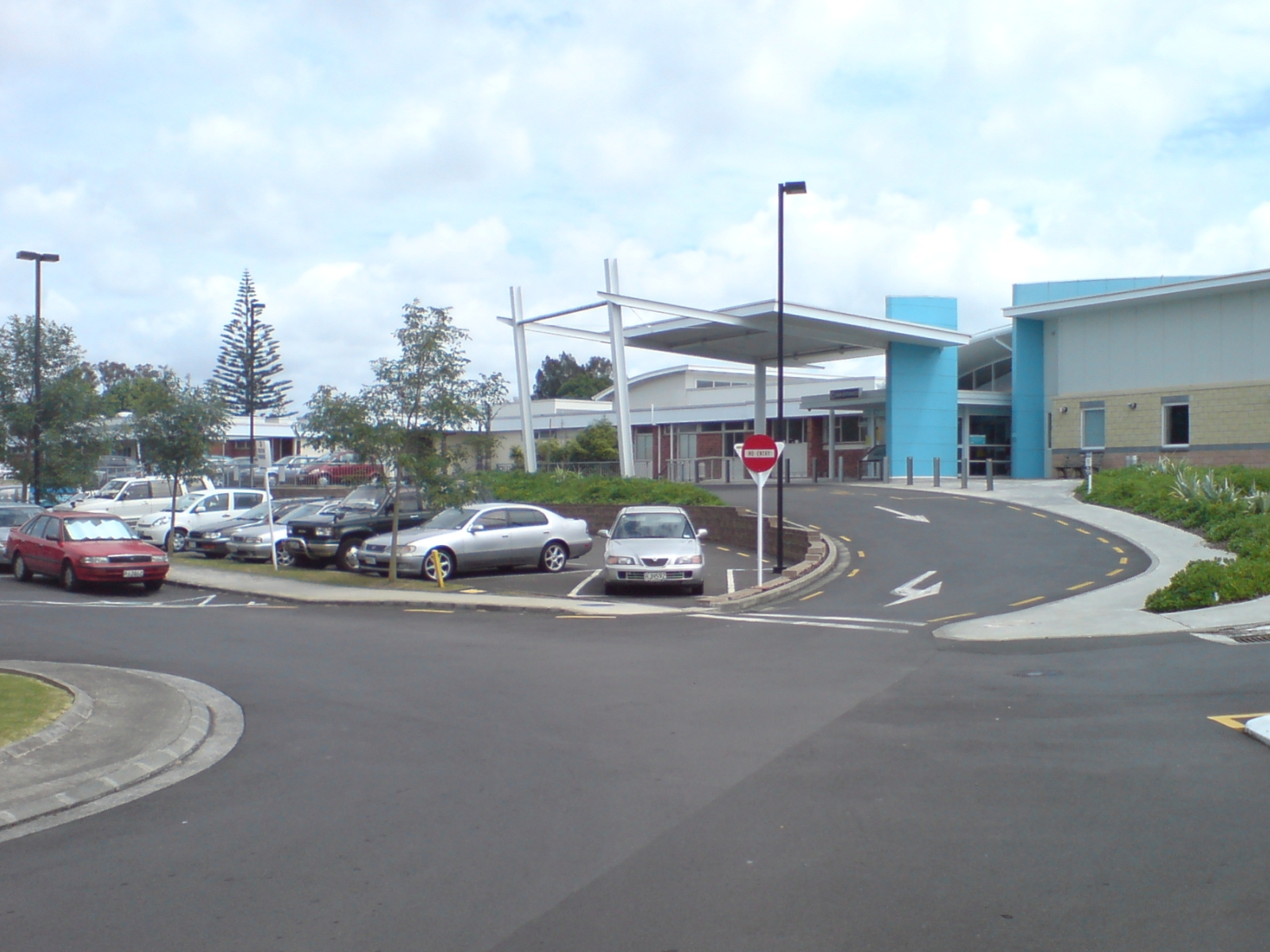
Госпиталь в Уаитакере, Новая Зеландия